# De Berekuil

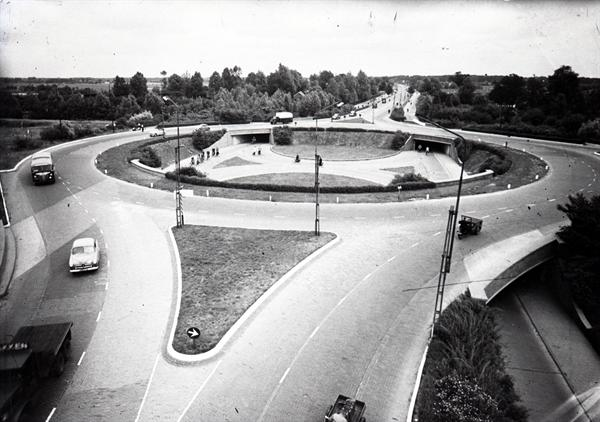
De Berekuil voor 1959

De Berekuil is een verkeersplein in het oosten van de stad Utrecht.
De Berekuil was het eerste verkeersplein in Nederland waarbij het fietsverkeer op een ander niveau ligt dan het gemotoriseerde verkeer. De fietspaden lopen door de kuil in het midden van de rotonde. Het eerste ontwerp dateert van voor de Tweede Wereldoorlog waarbij in de jaren 30 door Rijkswaterstaat werd gestart met de aanleg van een rondweg om de stad Utrecht. De Berekuil is in 1944 voltooid. Sindsdien wordt dit type naar het Utrechtse voorbeeld Berenkuil genoemd.
In 2001 is De Berekuil aangepast om de HOV-busbaan naar De Uithof onder het verkeersplein door te leiden, zodat de bussen ongehinderd dit drukke punt kunnen passeren.
Bij De Berekuil komen vier wegen samen:
- West: de Biltstraat naar de binnenstad
- Noord: de Sartreweg naar Voordorp en Overvecht
- Oost: de Biltsestraatweg (N237) naar De Bilt en Zeist
- Zuid: de Waterlinieweg naar Lunetten/Hoograven

Het verkeersplein was de naamgever van de nabijgelegen stadscamping De Berekuil, maar deze camping heeft intussen een andere naam gekregen.